# Sportjahr 1996
Liste der Sportjahre

◄◄ | ◄ | 1992 | 1993 | 1994 | 1995 | Sportjahr 1996 | 1997 | 1998 | 1999 | 2000 | ► | ►►

Weitere Ereignisse   · Olympische Spiele

## American Football
- 28. Januar – Die Dallas Cowboys gewinnen den Super Bowl XXX in Tempe, Arizona, gegen die Pittsburgh Steelers mit 27:17.
- 5. Oktober – Die Hamburg Blue Devils gewinnen den German Bowl XVIII in Hamburg gegen die Düsseldorf Panther mit 31:12.

## Badminton
Höhepunkte des Badmintonjahres 1996 waren das olympische Badmintonturnier, der Thomas Cup und der Uber Cup.

### World Badminton Grand Prix
| Veranstaltung       | Herreneinzel           | Dameneinzel      | Herrendoppel                            | Damendoppel                             | Mixed                             |
| ------------------- | ---------------------- | ---------------- | --------------------------------------- | --------------------------------------- | --------------------------------- |
| Chinese Taipei Open | Dong Jiong             | Susi Susanti     | Peter Axelsson Pär-Gunnar Jönsson       | Ge Fei Gu Jun                           | Michael Søgaard Rikke Olsen       |
| Japan Open          | Joko Suprianto         | Ye Zhaoying      | Rexy Mainaky Ricky Subagja              | Gil Young-ah Jang Hye-ock               | Park Joo-bong Ra Kyung-min        |
| Korea Open          | Kim Hak-kyun           | Bang Soo-hyun    | Rexy Mainaky Ricky Subagja              | Gil Young-ah Jang Hye-ock               | Park Joo-bong Ra Kyung-min        |
| Swiss Open          | Poul-Erik Høyer Larsen | Camilla Martin   | Jon Holst-Christensen Thomas Lund       | Lisbet Stuer-Lauridsen Marlene Thomsen  | Jan-Eric Antonsson Astrid Crabo   |
| Swedish Open        | Yu Lizhi               | Zhang Ning       | Ade Sutrisna Candra Wijaya              | Helene Kirkegaard Rikke Olsen           | Park Joo-bong Ra Kyung-min        |
| All England         | Poul-Erik Høyer Larsen | Bang Soo-hyun    | Rexy Mainaky Ricky Subagja              | Ge Fei Gu Jun                           | Park Joo-bong Ra Kyung-min        |
| Polish Open         | Yu Lizhi               | Meiluawati       | Ge Cheng Tao Xiaoqiang                  | Marina Andrievskaia Christine Magnusson | Chen Xingdong Peng Xinyong        |
| Malaysia Open       | Ong Ewe Hock           | Zhang Ning       | Cheah Soon Kit Yap Kim Hock             | Rikke Olsen Marlene Thomsen             | Tri Kusharyanto Minarti Timur     |
| Indonesia Open      | Joko Suprianto         | Susi Susanti     | S. Antonius Budi Ariantho Denny Kantono | Eliza Nathanael Zelin Resiana           | Tri Kusharyanto Minarti Timur     |
| Brunei Open         | Dwi Aryanto            | Wu Huimin        | Cun Cun Haryono Ade Lukas               | Thitikan Duangsiri Pornsawan Plungwech  | Sandiarto Vera Octavia            |
| US Open             | Joko Suprianto         | Mia Audina       | Sigit Budiarto Candra Wijaya            | Eliza Nathanael Zelin Resiana           | Kim Dong-moon Chung So-young      |
| Hamburg Cup         | Oliver Pongratz        | Anne Søndergaard | Dharma Gunawi Yoseph Phoa               | Eline Coene Erica van den Heuvel        | Jonas Rasmussen Ann-Lou Jørgensen |
| Dutch Open          | Sun Jun                | Yao Yan          | Ge Cheng Tao Xiaoqiang                  | Eline Coene Erica van den Heuvel        | Jan-Eric Antonsson Astrid Crabo   |
| Russia Open         | Sun Jun                | Han Jingna       | Andrei Antropow Nikolai Sujew           | Helene Kirkegaard Rikke Olsen           | Chen Xingdong Peng Xinyong        |
| Denmark Open        | Thomas Stuer-Lauridsen | Gong Zhichao     | Jim Laugesen Thomas Stavngaard          | Helene Kirkegaard Rikke Olsen           | Michael Søgaard Rikke Olsen       |
| German Open         | Rashid Sidek           | Yao Jie          | Jon Holst-Christensen Thomas Lund       | Indarti Issolina Deyana Lomban          | Tri Kusharyanto Minarti Timur     |
| China Open          | Fung Permadi           | Zhang Ning       | Sigit Budiarto Candra Wijaya            | Qin Yiyuan Tang Hetian                  | Chen Xingdong Peng Xinyong        |
| Hong Kong Open      | Fung Permadi           | Camilla Martin   | S. Antonius Budi Ariantho Denny Kantono | Lisbet Stuer-Lauridsen Marlene Thomsen  | Michael Søgaard Rikke Olsen       |
| Thailand Open       | Dong Jiong             | Wang Chen        | Sigit Budiarto Candra Wijaya            | Indarti Issolina Deyana Lomban          | Tri Kusharyanto Minarti Timur     |
| Vietnam Open        | Nunung Subandoro       | Zeng Yaqiong     | Choong Tan Fook Lee Wan Wah             | Peng Xinyong Zhang Jin                  | Liu Yong Zhang Jin                |
| Grand Prix Finale   | Fung Permadi           | Susi Susanti     | Rexy Mainaky Ricky Subagja              | Ge Fei Gu Jun                           | Michael Søgaard Rikke Olsen       |

## Cricket
- 17. März: Sri Lanka gewinnt den sechsten Cricket World Cup in Indien, Pakistan und Sri Lanka, indem sie im Finale Australien mit 7 Wickets besiegt.

## Leichtathletik
- 28. Januar – Emma George, Australien, sprang im Stabhochsprung der Damen 4,41 Meter.
- 17. Februar – Olga Kusenkowa, Russland, erreichte im Hammerwurf der Damen 69,46 Meter.
- 20. April – Jelena Nikolajewa, Russland ging im 10.000-Meter-Gehen der Damen in 41:04 Minuten.
- 23. April – Salah Hissou, Marokko, lief die 10.000 Meter der Herren in 26:38,1 Minuten.
- 28. April – Emma George, Australien, erreichte im Stabhochsprung der Damen 4,30 Meter.
- 25. Mai – Jan Železný, Tschechoslowakei, erreichte im Speerwurf der Herren 98,48 Meter.
- 23. Juni – Michael Johnson, USA, lief die 200 Meter der Herren in 19,66 Sekunden.
- 29. Juni – Emma George, Australien, erreichte im Stabhochsprung der Damen 4,42 Meter.
- 14. Juli – Emma George, Australien, sprang im Stabhochsprung der Damen 4,45 Meter.
- 23. Juli – Michael Johnson, USA, lief die 200 Meter der Herren in 19,66 Sekunden.
- 27. Juli – Donovan Bailey, Kanada, lief die 100 Meter der Herren in 9,84 Sekunden.
- 1. August – Michael Johnson, USA, lief die 200 Meter der Herren in 19,32 Sekunden.
- 17. August – Olga Kusenkowa, Russland, erreichte im Hammerwurf der Damen 69,46 Meter.
- 23. August – Salah Hissou, Marokko, lief die 10.000 Meter der Herren in 26:38,1 Minuten.
- 23. August – Swetlana Masterkowa, Russland, lief die 1000 Meter der Damen in 2:29,0 Minuten.
- 27. August – Donovan Bailey, Kanada, lief die 100 Meter der Herren in 9,84 Sekunden.
- 1. September – Daniel Komen, Kenia, lief die 3000 Meter der Herren in 7:20,7 Minuten.

## Motorradsport

### Superbike-Weltmeisterschaft
- Der 24-jährige Australier Troy Corser gewinnt auf Ducati vor dem Neuseeländer Aaron Slight (Honda) und dem US-Amerikaner John Kocinski (Ducati) die Fahrerwertung. In der Konstrukteurswertung setzt sich Ducati vor Honda und Kawasaki durch.

## Tischtennis
- Tischtennis-Europameisterschaft 1996 27. April bis 7. Mai 1996 in Bratislava
- Länderspiele Deutschlands (Freundschaftsspiele)
  - 29. April: Bratislava: D. – England 4:1 (Damen)

## Geboren

### Januar

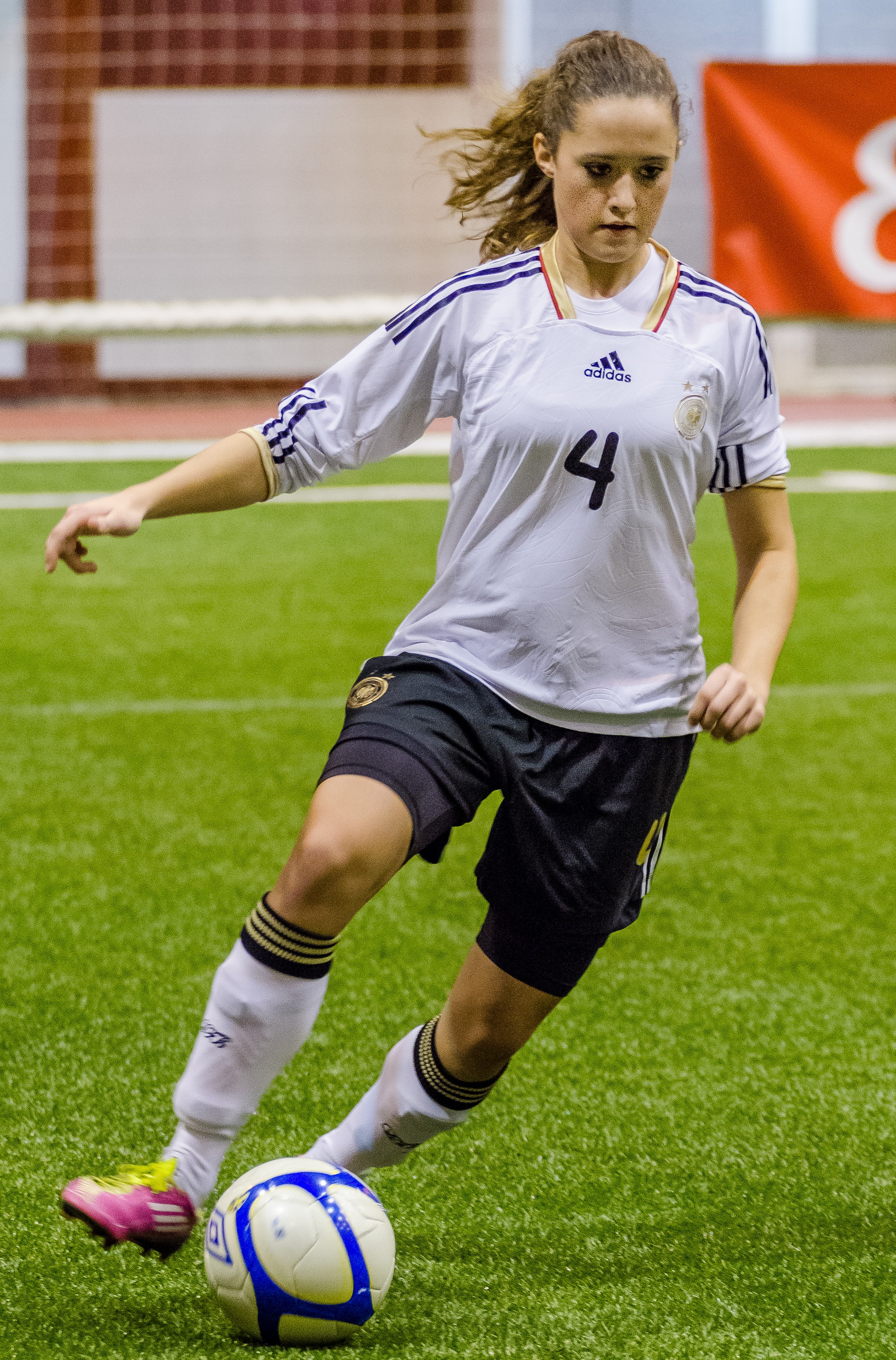
Franziska Jaser (2012)

- 01. Januar: Mahmoud Dahoud, syrisch-deutscher Fußballspieler
- 01. Januar: Marius Funk, deutscher Fußballtorhüter
- 01. Januar: Andreas Pereira, brasilianisch-belgischer Fußballspieler
- 01. Januar: Munarbek Sejitbek Uulu, kirgisischer Boxer
- 01. Januar: Tufaha Uwihoreye, ruandische Degenfechterin
- 01. Januar: Björn Zintel, deutscher Handballspieler
- 02. Januar: Muswama Kambundji, Schweizer Leichtathletin und Bobfahrerin
- 02. Januar: Ferdinand Omanyala, kenianischer Leichtathlet
- 03. Januar: Vast Phiri, sambische Fußballspielerin
- 06. Januar: Mitsuru Maruoka, japanischer Fußballspieler
- 07. Januar: Soufiane el-Bakkali, marokkanischer Leichtathlet
- 07. Januar: Vivian Chebet Kiprotich, kenianische Mittelstreckenläuferin
- 07. Januar: Georges Paul, mauritischer Badmintonspieler
- 10. Januar: Larissa Crummer, australische Fußballspielerin
- 10. Januar: Andrea Migno, italienischer Motorradrennfahrer
- 10. Januar: Moritz Schade, deutscher Handballspieler
- 11. Januar: Leroy Sané, deutsch-französischer Fußballspieler
- 11. Januar: Diadie Samassékou, malischer Fußballspieler
- 13. Januar: Aníta Hinriksdóttir, isländische Leichtathletin
- 14. Januar: Elżbieta Wójcik, polnische Boxerin
- 15. Januar: Romano Fenati, italienischer Motorradrennfahrer
- 15. Januar: Huang Kaixiang, chinesischer Badmintonspieler
- 15. Januar: Deebo Samuel, US-amerikanischer American-Football-Spieler
- 17. Januar: Lukas Zerbe, deutscher Handballspieler
- 18. Januar: Souhail Belkassem, niederländischer Fußballspieler
- 19. Januar: Sam Welsford, australischer Radrennfahrer
- 20. Januar: Simon Atwell, simbabwischer Sprinter
- 20. Januar: Jenny Behrend, deutsche Handballspielerin
- 20. Januar: Ese Brume, nigerianische Leichtathletin
- 20. Januar: Bonke Innocent, nigerianischer Fußballspieler
- 20. Januar: Franziska Jaser, deutsche Fußballspielerin
- 23. Januar: Felix Schröter, deutscher Fußballspieler
- 25. Januar: Adama Traoré, spanischer Fußballspieler
- 26. Januar: Zakaria Bakkali, belgischer Fußballspieler
- 26. Januar: Igor Decraene, belgischer Radrennfahrer († 2014)
- 29. Januar: Max van Splunteren, niederländischer Autorennfahrer
- 30. Januar: Aaron Kuhl, englischer Fußballspieler

### Februar
- 01. Februar: Ahmad Abughaush, jordanischer Taekwondoin
- 01. Februar: Joel Baden, australischer Leichtathlet
- 01. Februar: Valmir Sulejmani, deutsch-albanischer Fußballspieler
- 03. Februar: Jorge Navarro, spanischer Motorradrennfahrer
- 04. Februar: Michela Cambiaghi, italienische Fußballspielerin
- 07. Februar: Aaron Ekblad, kanadischer Eishockeyspieler
- 07. Februar: Pierre Gasly, französischer Automobilrennfahrer
- 09. Februar: Alec Potts, australischer Bogenschütze
- 10. Februar: Brianna Throssell, australische Schwimmerin
- 10. Februar: Robert Vişoiu, rumänischer Automobilrennfahrer
- 11. Februar: Jan Luxa, slowenischer Leichtathlet
- 11. Februar: Daniil Medwedew, russischer Tennisspieler
- 11. Februar: Felix Platte, deutscher Fußballspieler
- 11. Februar: Jonathan Tah, deutscher Fußballspieler
- 16. Februar: Djamili-Dini Aboudou, französischer Boxer
- 19. Februar: Lærke Nolsøe, dänische Handballspielerin
- 20. Februar: Demet Bozkurt, türkische Fußballspielerin
- 23. Februar: Niccolò Antonelli, italienischer Motorradrennfahrer
- 23. Februar: Osisang Chilton, palauische Schwimmerin
- 25. Februar: Iqram Rifqi, singapurischer Fußballspieler
- 26. Februar: Jelisaweta Malaschenko, russische Handballspielerin
- 27. Februar: Ahmet Bahçıvan, türkischer Fußballspieler
- 27. Februar: Birhanu Balew, bahrainischer Leichtathlet
- 28. Februar: Alexandra Manly, australische Radsportlerin
- 28. Februar: Leungo Scotch, botswanischer Sprinter
- 28. Februar: Áxel Werner, argentinischer Fußballtorhüter
- 28. Februar: Tyler Wong, chinesisch-kanadischer Eishockeyspieler

### März

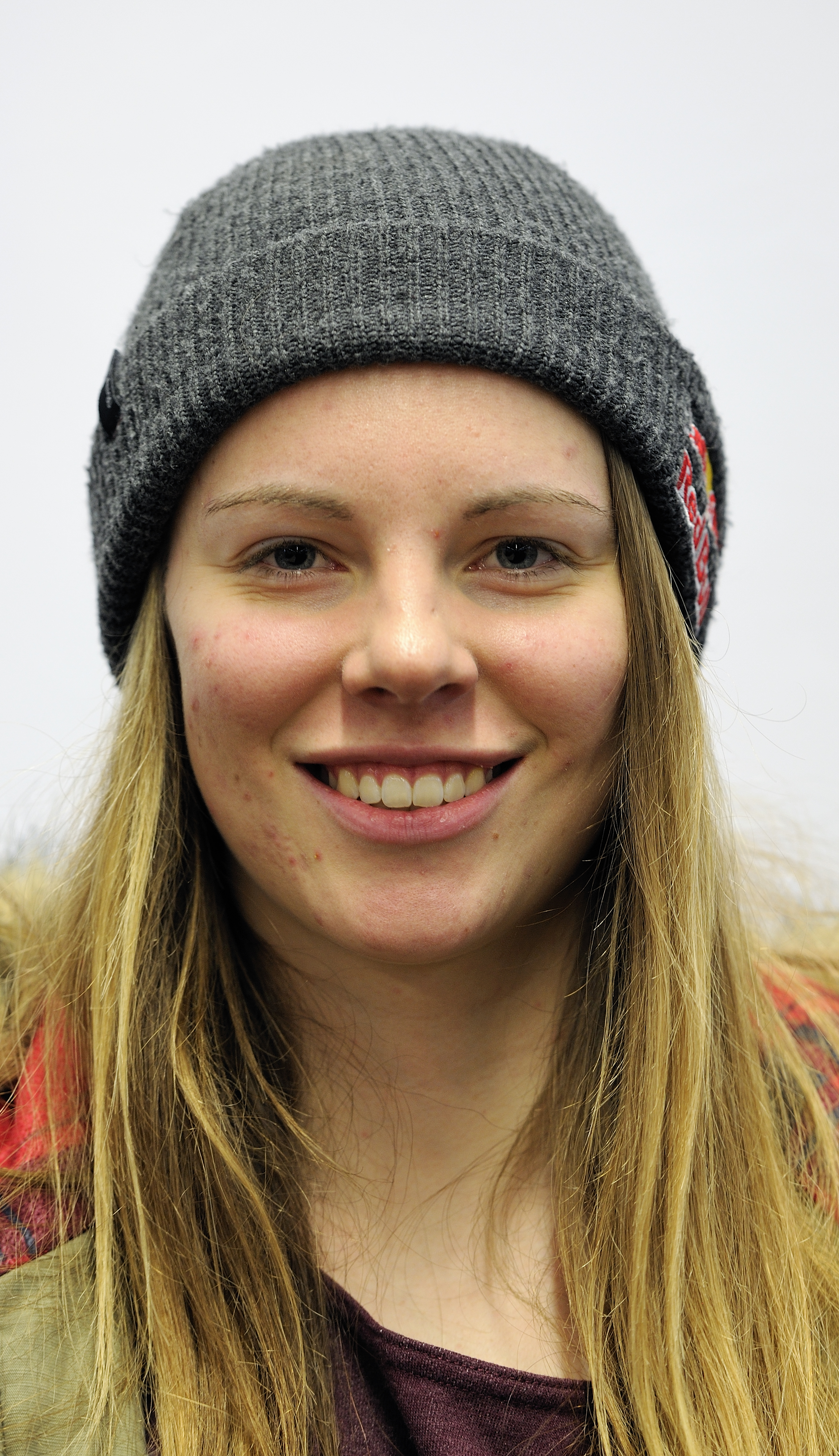
Lisa Zimmermann (2014)

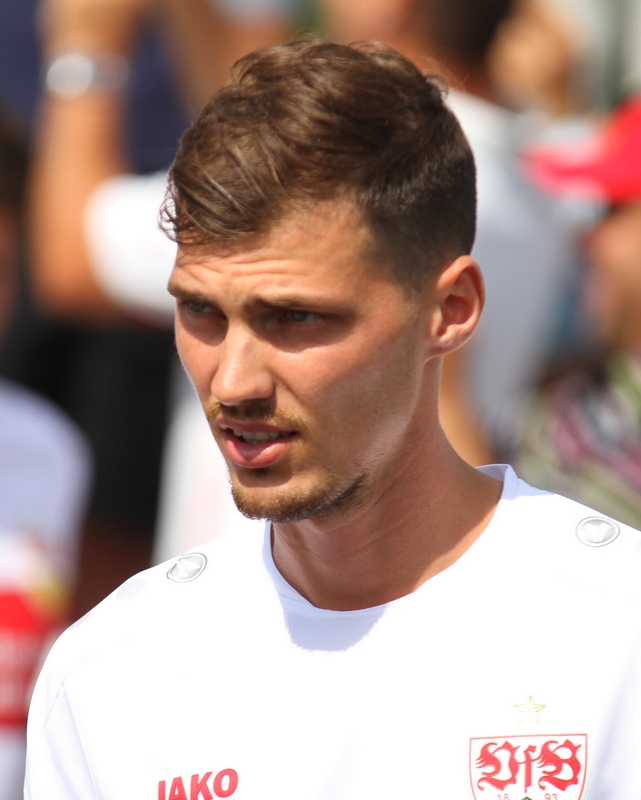
Pascal Stenzel (2019)

- 01. März: Alexei Gassilin, russischer Fußballspieler
- 01. März: Ye Shiwen, chinesische Schwimmerin und Olympiasiegerin
- 02. März: Alessandro Fedeli, italienischer Radrennfahrer
- 02. März: Lisa Zimmermann, deutsche Freestyle-Skierin
- 04. März: Fynn Arkenberg, deutscher Fußballspieler
- 04. März: Timo Baumgartl, deutscher Fußballspieler
- 04. März: Daniela Maier, deutsche Freestyle-Skierin
- 05. März: Franco Acosta, uruguayischer Fußballspieler († 2021)
- 05. März: Emmanuel Mudiay, kongolesisch-US-amerikanischer Basketballspieler
- 06. März: Lisa Hörnblad, schwedische Skirennläuferin
- 06. März: Petar Mamić, kroatischer Fußballspieler
- 06. März: Timo Werner, deutscher Fußballspieler
- 07. März: Johannes Kreidl, österreichischer Fußballtorwart
- 07. März: Bart Nieuwkoop, niederländischer Fußballspieler
- 10. März: Aylin Bok, deutsche Handballspielerin
- 11. März: Elio Capradossi, ugandisch-italienischer Fußballspieler
- 11. März: Francis Guerrero, spanischer Fußballspieler
- 12. März: Tom Booth-Amos, britischer Motorradrennfahrer
- 12. März: Philo Paz Armand, indonesischer Automobilrennfahrer
- 12. März: Serhou Guirassy, guineisch-französischer Fußballspieler
- 12. März: Cene Prevc, slowenischer Skispringer
- 14. März: Arnar Freyr Arnarsson, isländischer Handballspieler
- 15. März: Ewandro Costa, brasilianischer Fußballspieler
- 15. März: Levin Öztunali, deutscher Fußballspieler
- 16. März: Ruben Reisig, deutsch-ghanaischer Fußballspieler
- 19. März: Christian Borgnaes, österreichischer Skirennläufer
- 19. März: Kaoutar Farkoussi, marokkanische Leichtathletin
- 19. März: Barbara Haas, österreichische Tennisspielerin
- 19. März: Marija Pudowkina, ukrainische Billardspielerin
- 20. März: Pascal Stenzel, deutscher Fußballspieler
- 21. März: Juninho Barros, brasilianischer Fußballspieler
- 21. März: Dennis Barthel, deutscher Volleyballspieler
- 21. März: Philipp Hercher, deutscher Fußballspieler
- 22. März: Callum Goffin, walisischer Dartspieler
- 22. März: Ayman Hussein, irakischer Fußballspieler
- 22. März: Lukas Mertens, deutscher Handballspieler
- 23. März: Alexander Albon, britisch-thailändischer Automobilrennfahrer
- 23. März: Robbie Fitzgibbon, irisch-britischer Leichtathlet († 2024)
- 23. März: Kimberley Le Court de Billot, mauritische Radrennfahrerin
- 24. März: Marlon Frey, deutscher Fußballspieler
- 25. März: Jenny Enodd, norwegische Biathletin
- 25. März: Gabrielė Leščinskaitė, litauische Biathletin
- 26. März: Chisa Hosonuma, japanische Tennisspielerin
- 28. März: Niko Kijewski, deutscher Fußballspieler
- 28. März: Benjamin Pavard, französischer Fußballspieler
- 29. März: Silina Pha Aphay, laotische Leichtathletin

### April

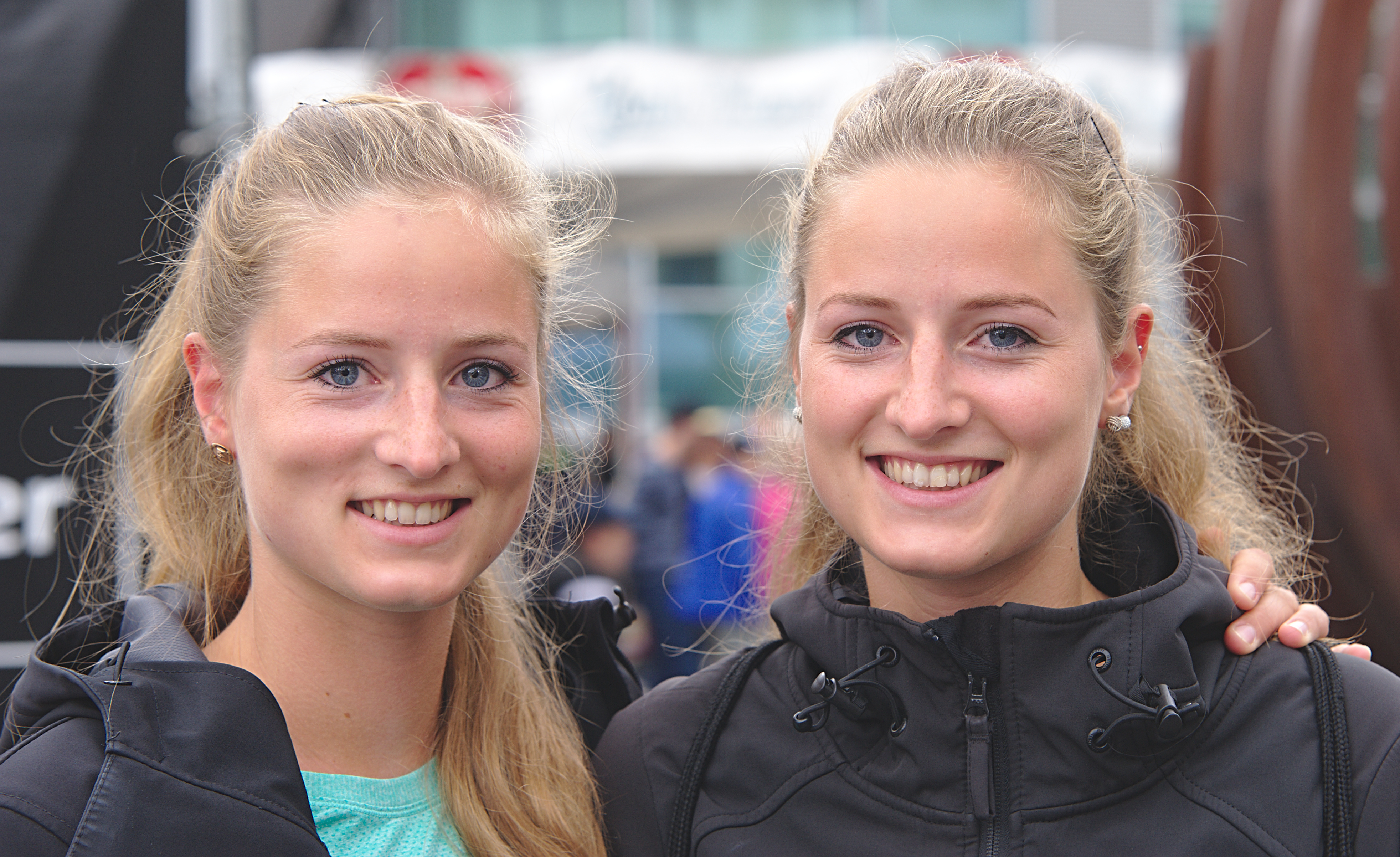
Lena und Sarah Overländer (2017)

- 01. April: Dennis Lippert, deutscher Motorradrennfahrer († 2019)
- 01. April: Raphael Obermair, deutscher Fußballspieler
- 03. April: Fabián, spanischer Fußballspieler
- 06. April: Abraham Kibiwot, kenianischer Leichtathlet
- 06. April: Tomáš Portyk, tschechischer Nordischer Kombinierer
- 07. April: Steffen Nkansah, deutscher Fußballspieler
- 07. April: Lamar Yarbrough, deutsch-US-amerikanischer Fußballspieler
- 10. April: Anabel Knoll, deutsche Triathletin
- 11. April: Jasmin Fritz, deutsche Kanutin
- 11. April: Anirut Naiyana, thailändischer Fußballspieler
- 12. April: Jelisaweta Kulitschkowa, russische Tennisspielerin
- 14. April: Adin Husić, bosnischer Fußballtorwart
- 14. April: Melik Yeğin, türkischer Fußballspieler
- 15. April: Boubacar Barry, deutsch-guineischer Fußballspieler
- 15. April: Kyra Lamberink, niederländische Radsportlerin
- 15. April: Joshua Mees, deutscher Fußballspieler
- 15. April: İpek Soylu, türkische Tennisspielerin
- 16. April: Alberto Cerri, italienischer Fußballspieler
- 17. April: Andrea Raaholt, norwegische Tennisspielerin
- 17. April: Darmani Rock, US-amerikanischer Boxer
- 18. April: Carolin Corres, deutsche Fußballspielerin
- 21. April: Christian Kühlwetter, deutscher Fußballspieler
- 23. April: Álex Márquez, spanischer Motorradrennfahrer
- 23. April: Morgan McDonald, australischer Leichtathlet
- 24. April: Ashleigh Barty, australische Tennisspielerin
- 24. April: Lena Overländer, deutsche Volleyball- und Beachvolleyballspielerin
- 24. April: Sarah Overländer, deutsche Volleyball- und Beachvolleyballspielerin
- 25. April: Liam Henderson, schottischer Fußballspieler
- 26. April: Alexander Ursenbacher, Schweizer Snookerspieler
- 27. April: Julian Jasinski, deutscher Basketballspieler
- 28. April: Almamy Touré, malisch-französischer Fußballspieler
- 29. April: Maurice Neubauer, deutscher Fußballspieler
- 30. April: Florian Alt, deutscher Motorradrennfahrer

### Mai

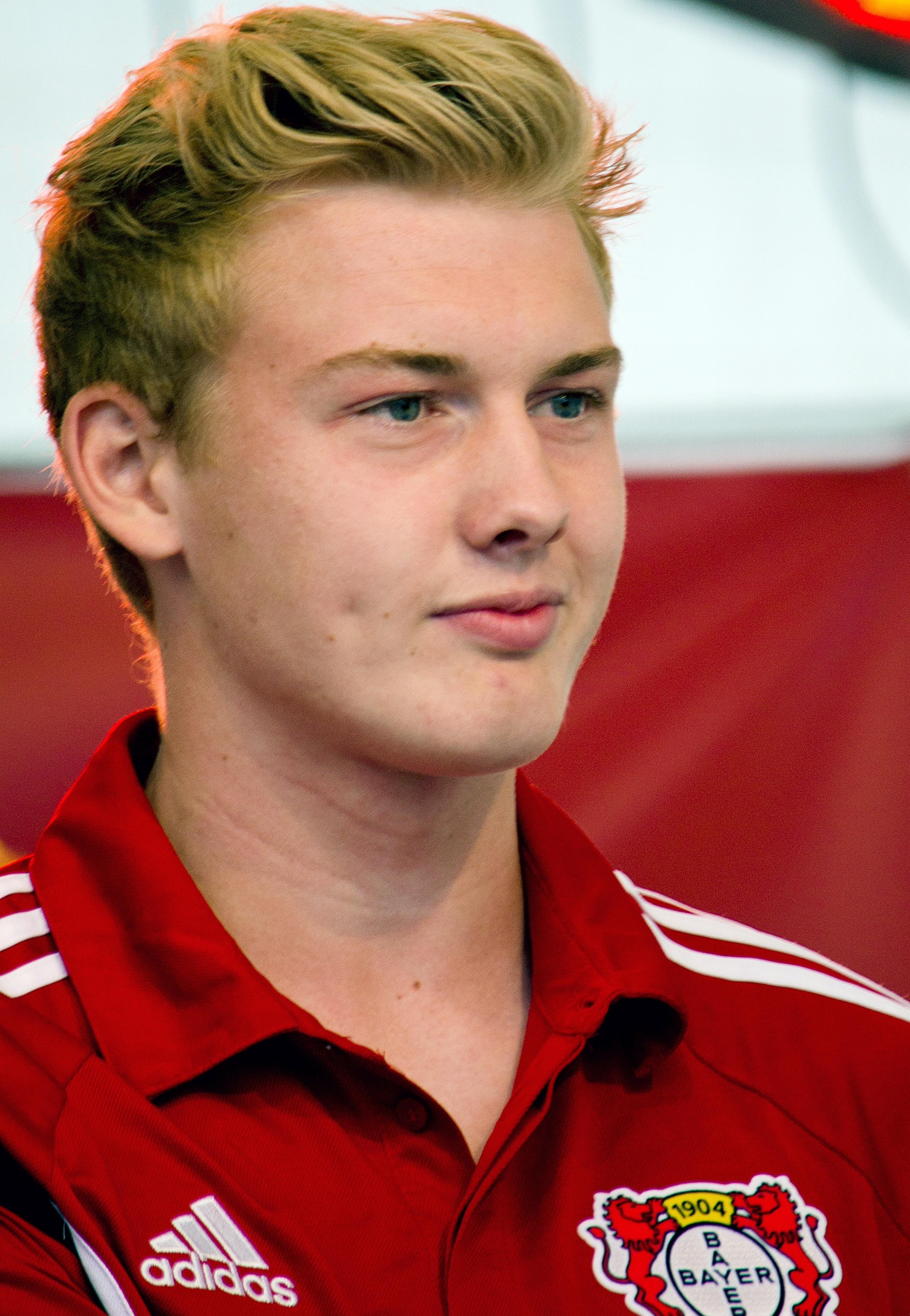
Julian Brandt (2014)

- 02. Mai: Julian Brandt, deutscher Fußballspieler
- 02. Mai: Jannik Dehm, deutscher Fußballspieler
- 03. Mai: Alan Hatherly, südafrikanischer Mountainbiker
- 03. Mai: Philipp Öttl, deutscher Motorradrennfahrer
- 03. Mai: Lennart Stoll, deutscher Fußballspieler
- 05. Mai: Christopher Eubanks, US-amerikanischer Tennisspieler
- 05. Mai: Adèle Milloz, französische Skibergsteigerin († 2022)
- 05. Mai: Mayar Sherif, ägyptische Tennisspielerin
- 06. Mai: Janik Bachmann, deutscher Fußballspieler
- 07. Mai: Ingrid de Oliveira, brasilianische Wasserspringerin
- 08. Mai: Tim Suton, deutsch-kroatischer Handballspieler
- 10. Mai: Rachel Gomez, US-amerikanische Volleyballspielerin
- 10. Mai: Kateřina Siniaková, tschechische Tennisspielerin
- 12. Mai: Park Seong-su, südkoreanischer Fußballspieler
- 15. Mai: Patrick Kujala, finnischer Automobilrennfahrer
- 16. Mai: José Mauri, italienisch-argentinischer Fußballspieler
- 17. Mai: Lars Lokotsch, deutscher Fußballspieler

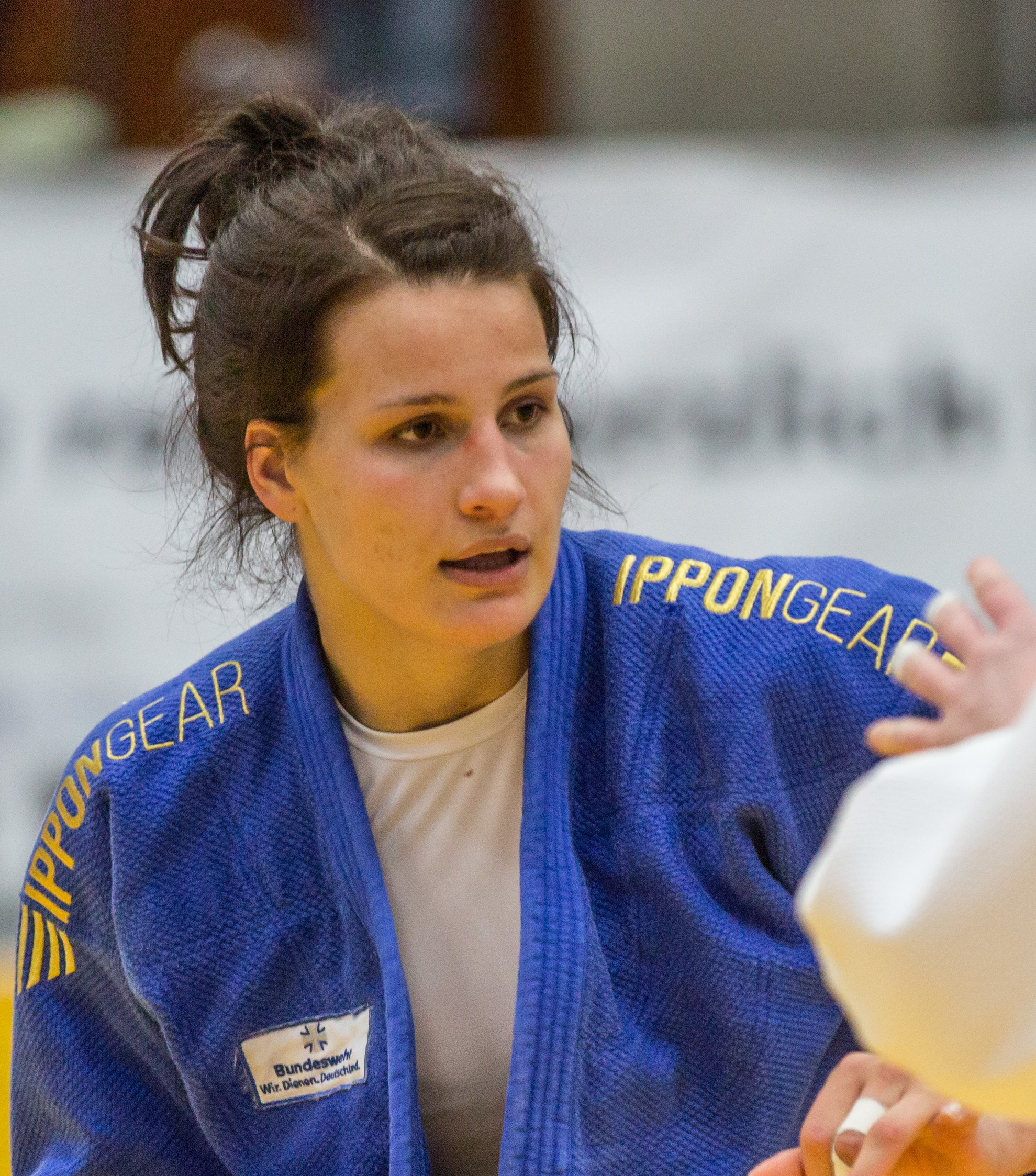
Anna-Maria Wagner (2019)

- 17. Mai: Anna-Maria Wagner, deutsche Judoka
- 18. Mai: Lukas Kleckers, deutscher Snookerspieler
- 19. Mai: Pelle Clement, niederländischer Fußballspieler
- 19. Mai: Edwin Kurgat, kenianischer Leichtathlet
- 19. Mai: Luca Waldschmidt, deutscher Fußballspieler
- 20. Mai: Robert Skov, dänischer Fußballspieler
- 20. Mai: Kamia Yousufi, afghanische Leichtathletin
- 21. Mai: Josh Allen, US-amerikanischer American-Football-Spieler
- 22. Mai: Eleanor Patterson, australische Leichtathletin
- 23. Mai: Katharina Althaus, deutsche Skispringerin
- 23. Mai: Maddison Keeney, australische Wasserspringerin
- 27. Mai: Minjee Lee, australische Golfspielerin
- 30. Mai: Cristian Garín, chilenischer Tennisspieler

### Juni

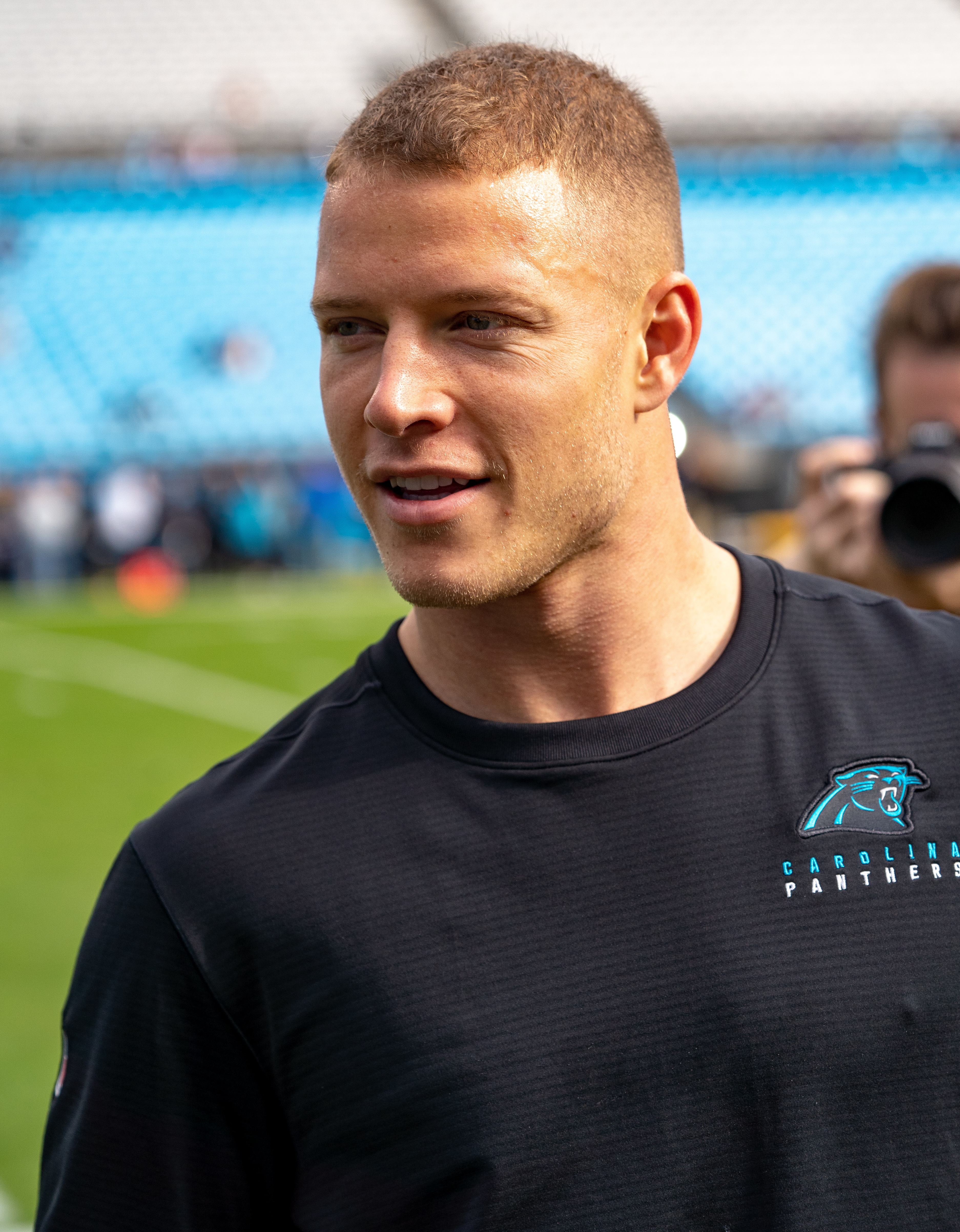
Christian McCaffrey (2019)

- 01. Juni: Felix Orthmann, deutscher Volleyballspieler
- 02. Juni: Matthew Denny, australischer Leichtathlet
- 02. Juni: Soufiane Rahimi, marokkanischer Fußballspieler
- 03. Juni: Lukas Klostermann, deutscher Fußballspieler
- 03. Juni: Filip Kusić, serbisch-deutscher Fußballspieler
- 04. Juni: Meikayla Moore, neuseeländische Fußballspielerin
- 04. Juni: Jesper Verlaat, niederländischer Fußballspieler
- 05. Juni: Hannes Feise, deutscher Handballspieler
- 06. Juni: Alexander Rossipal, deutscher Fußballspieler
- 07. Juni: Jackie Gowler, neuseeländische Ruderin
- 07. Juni: Christian McCaffrey, US-amerikanischer American-Football-Spieler
- 08. Juni: Renée Eykens, belgische Leichtathletin
- 08. Juni: Dominik Pelivan, deutsch-kroatischer Fußballspieler
- 10. Juni: Eric Granado, brasilianischer Motorradrennfahrer
- 10. Juni: Thea Helseth, norwegische Ruderin
- 10. Juni: Jannis Maus, deutscher Kitesurfer
- 11. Juni: Raniel, brasilianischer Fußballspieler
- 11. Juni: Saman Soltani, iranische Kanutin und Synchronschwimmerin
- 12. Juni: Albertina Kassoma, angolanische Handballspielerin
- 13. Juni: Kingsley Coman, französischer Fußballspieler
- 14. Juni: Sjarhej Krautschenja, belarussischer Langstreckenläufer

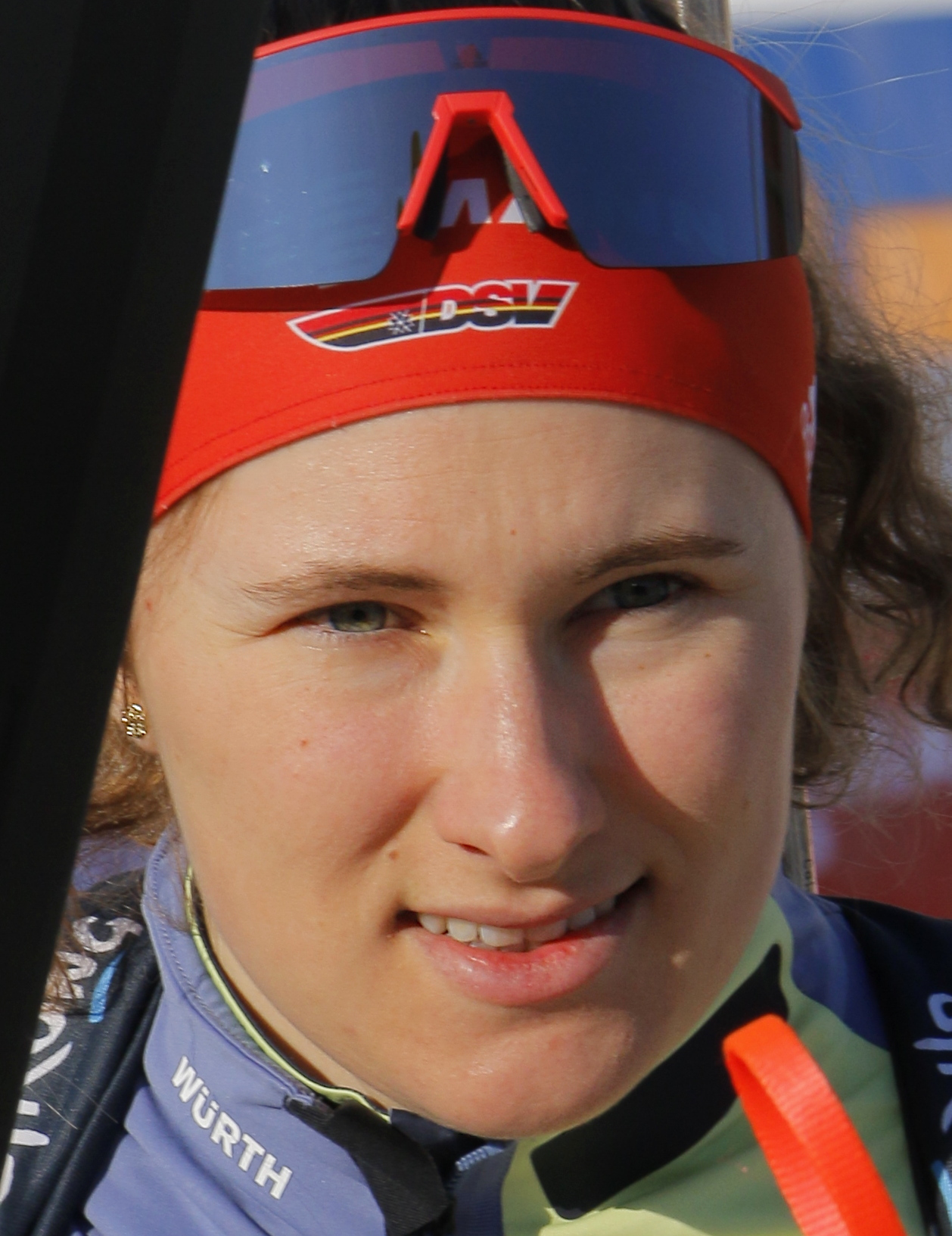
Janina Hettich-Walz (2023)

- 16. Juni: Janina Hettich-Walz, deutsche Biathletin
- 17. Juni: Tom Dradriga, ugandischer Leichtathlet
- 17. Juni: Alicia Langer, deutsche Handballspielerin
- 18. Juni: Alen Halilović, kroatischer Fußballspieler
- 18. Juni: Angelica Olmo, italienische Triathletin
- 19. Juni: Casper Dyrbye Næsted, dänischer Skirennläufer
- 20. Juni: Sigtryggur Daði Rúnarsson, isländischer Handballspieler
- 21. Juni: Liam Adcock, australischer Leichtathletin
- 21. Juni: Jang Chang, südkoreanische Fußballspielerin
- 21. Juni: Léa Lemare, französische Skispringerin
- 22. Juni: Hugo Calderano, brasilianischer Tischtennisspieler
- 22. Juni: Rodri, spanischer Fußballspieler
- 23. Juni: Tarek Chahed, deutscher Fußballspieler
- 26. Juni: Laura Lindemann, deutsche Triathletin
- 27. Juni: Niklas Hauptmann, deutscher Fußballspieler
- 28. Juni: Leon Guwara, deutsch-gambischer Fußballspieler

### Juli

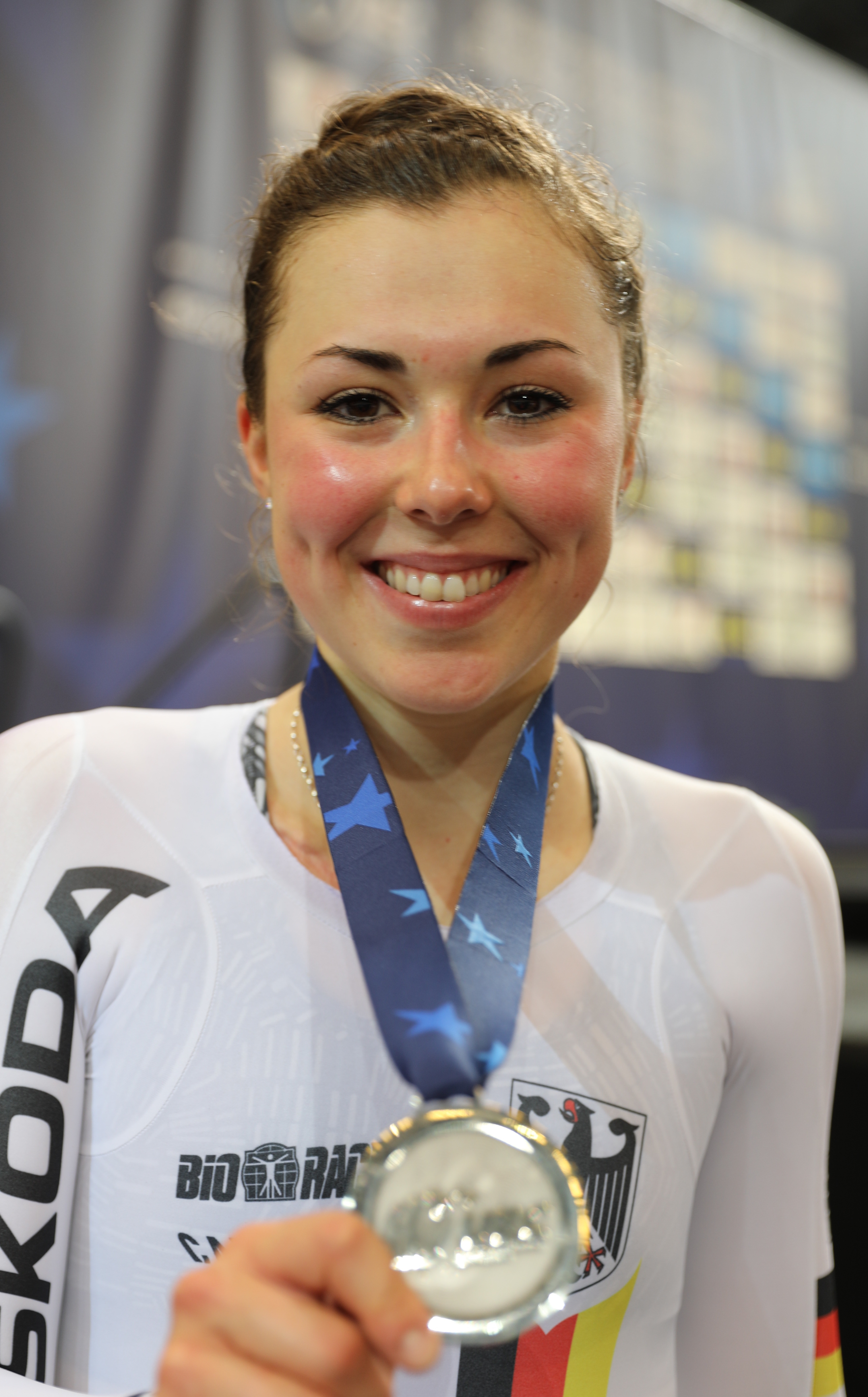
Lisa Klein (2019)

- 01. Juli: Selimchan Dschabrailowitsch Bakajew, russischer Fußballspieler
- 01. Juli: Adelina Sotnikowa, russische Eiskunstläuferin und Olympiasiegerin
- 03. Juli: Abdi Waiss Mouhyadin, dschibutischer Leichtathlet
- 04. Juli: Manolo Rodas, deutscher Fußballspieler
- 05. Juli: Charalambos Makridis, deutsch-griechischer Fußballspieler
- 06. Juli: Blake Govers, australischer Hockeyspieler
- 07. Juli: Leo Weinkauf, deutscher Fußballtorhüter
- 09. Juli: Katarina Beton, slowenische Badmintonspielerin
- 09. Juli: Sirlord Conteh, deutsch-ghanaischer Fußballspieler
- 10. Juli: Ozan Papaker, türkischer Fußballspieler
- 10. Juli: Virginia Villalba, ecuadorianische Sprinterin und Hürdenläuferin
- 12. Juli: Chris Mitrevski, australischer Leichtathlet
- 13. Juli: Zac Incerti, australischer Schwimmer
- 15. Juli: Lisa Klein, deutsche Radrennfahrerin
- 17. Juli: Jovan van Vuuren, südafrikanischer Leichtathlet
- 20. Juli: Timo Hübers, deutscher Fußballspieler
- 21. Juli: Rico Preißinger, deutscher Fußballspieler
- 24. Juli: Oliver Zeidler, deutscher Ruderer
- 26. Juli: André Becker, deutsch-brasilianischer Fußballspieler
- 26. Juli: Carla Sénéchal, französische Bobfahrerin
- 26. Juli: Destiny Smith-Barnett, liberianisch-US-amerikanische Leichtathletin
- 27. Juli: Riley Fitzsimmons, australischer Kanute
- 27. Juli: Alexander Sebald, deutscher Fußballtorhüter
- 28. Juli: Harriet Dart, britische Tennisspielerin
- 28. Juli: Alex Riche, chinesischer Eishockeyspieler
- 30. Juli: Ariel Atkins, US-amerikanische Basketballspielerin

### August
- 02. August: Elisabeth Reisinger, österreichische Skirennläuferin
- 03. August: Suzuho Oshino, japanische Tennisspielerin
- 03. August: Luca Tribondeau, österreichischer Freestyle-Skier
- 05. August: Daichi Kamada, japanischer Fußballspieler
- 07. August: Aaron Boupendza, gabunischer Fußballspieler († 2025)
- 07. August: David de Pina, kapverdischer Boxer
- 10. August: Laura Aarts, niederländische Wasserballspielerin
- 11. August: Thomas Gradinger, österreichischer Motorradrennfahrer
- 12. August: Arthur, brasilianischer Fußballspieler
- 12. August: Bronte Halligan, australische Wasserballspielerin
- 13. August: Susan Külm, estnische Biathletin
- 13. August: Ryan Meikle, englischer Dartspieler
- 14. August: Joelinton, brasilianischer Fußballspieler
- 14. August: Neal Maupay, französischer Fußballspieler
- 14. August: Matteo Moschetti, italienischer Radrennfahrer
- 15. August: Leroy Kwadwo, deutscher Fußballspieler
- 15. August: Lumor, ghanaischer Fußballspieler
- 15. August: Alihan Öztürk, türkischer Fußballspieler
- 15. August: Samuel Röthlisberger, Schweizer Handballspieler
- 15. August: Stefan Salger, deutscher Handballspieler
- 15. August: Milan Tučić, slowenischer Fußballspieler
- 16. August: Maximilian Lahnsteiner, österreichischer Skirennläufer
- 16. August: Tim Oberdorf, deutscher Fußballspieler
- 16. August: Davina Waddy, neuseeländische Ruderin
- 17. August: Hamish Kerr, neuseeländischer Leichtathlet
- 17. August: Illja Mychaltschyk, ukrainischer Motorradrennfahrer
- 18. August: Lilly Schmidt, deutsche Volleyballspielerin
- 20. August: Max Hopp, deutscher Dartspieler
- 20. August: Luca Pfeiffer, deutscher Fußballspieler
- 21. August: Taras Lessjuk, ukrainischer Biathlet
- 21. August: Noah Sarenren Bazee, deutsch-nigerianischer Fußballspieler
- 22. August: Doğan Erdoğan, türkischer Fußballspieler
- 22. August: Jenny Gaugigl, deutsche Fußballspielerin
- 22. August: Sascha Horvath, österreichischer Fußballspieler
- 22. August: Miyabi Moriya, japanische Fußballspielerin
- 23. August: Berry van Peer, niederländischer Dartspieler
- 24. August: Luca Amato, deutscher Motorradrennfahrer
- 25. August: Donis Avdijaj, deutscher Fußballspieler
- 25. August: Hanna Blomstrand, schwedische Handballspielerin
- 26. August: Älichan Ässetow, kasachischer Eishockeyspieler
- 28. August: Abubaker Haydar Abdalla, katarischer Leichtathlet
- 28. August: David Siegel, deutscher Skispringer
- 29. August: Joseph Efford, US-amerikanischer Fußballspieler
- 29. August: Chris Mueller, US-amerikanischer Fußballspieler
- 30. August: Mohamed Magdi Hamza, ägyptischer Kugelstoßer
- 31. August: Fabio Jakobsen, niederländischer Radrennfahrer
- 31. August: Chiara Mair, österreichische Skirennläuferin

### September
- 01. September: Edward Dunbar, irischer Radrennfahrer
- 02. September: Julio Mayora, venezolanischer Gewichtheber
- 03. September: Erik Arvidsson, US-amerikanischer Skirennläufer
- 03. September: Linus Mathes, deutscher Handballtorwart
- 03. September: Aljaksej Mschatschyk, belarussischer Gewichtheber († 2021)
- 03. September: Neilson Powless, US-amerikanischer Radrennfahrer
- 04. September: Sam Dakin, neuseeländischer Radsportler
- 04. September: Sainbajaryn Dschambaldschamts, mongolischer Radrennfahrer
- 05. September: Ivo Oliveira, portugiesischer Radrennfahrer
- 05. September: Rui Oliveira, portugiesischer Radrennfahrer
- 05. September: Richairo Živković, niederländischer Fußballspieler
- 06. September: Leon Bell Bell, deutsch-kamerunischer Fußballspieler
- 07. September: Tomoya Gotō, japanischer Dartspieler
- 07. September: Natalja Uschkina, russisch-rumänische Biathletin
- 08. September: Patrick Greil, österreichischer Fußballspieler
- 08. September: Qadree Ollison, US-amerikanischer Footballspieler
- 09. September: Bersant Celina, norwegischer Fußballspieler
- 09. September: Lennard Kämna, deutscher Radrennfahrer
- 09. September: Jaïro Riedewald, niederländischer Fußballspieler
- 10. September: Gabriel Geay, tansanischer Leichtathlet
- 10. September: Alexander Mutiso Munyao, kenianischer Langstreckenläufer
- 11. September: Travis Cooper, US-amerikanischer Biathlet
- 12. September: Tyler Boland, kanadischer Eishockeyspieler
- 12. September: Joshua Cheptegei, ugandischer Leichtathlet
- 12. September: Annabelle McIntyre, australische Ruderin
- 12. September: Vilma Nenganga, angolanische Handballspielerin
- 13. September: Cheick Diallo, malischer Basketballspieler
- 14. September: Bilal Nichols, US-amerikanischer American-Football-Spieler
- 15. September: Tomoya Kitamura, japanischer Fußballspieler
- 15. September: Christina Niederer, Schweizer Eiskunstläuferin und Tänzerin mit russischen Wurzeln
- 16. September: Álvaro Hodeg, kolumbianischer Radrennfahrer
- 17. September: Esteban Ocon, französischer Automobilrennfahrer
- 17. September: Anton Plesnoi, georgischer Gewichtheber ukrainischer Abstammung
- 18. September: Ebrima Camara, gambischer Leichtathlet
- 18. September: Julian Walsh, japanisch-jamaikanischer Sprinter
- 18. September: Ammar Ismail Yahia Ibrahim, katarischer Leichtathlet
- 19. September: Jaxon Evans, neuseeländischer Automobilrennfahrer
- 20. September: Lisa Lösch, deutsche Fußballspielerin
- 20. September: Marlos Moreno, kolumbianischer Fußballspieler
- 20. September: Shanti Pereira, singapurische Leichtathletin
- 21. September: Thilo Kehrer, deutscher Fußballspieler
- 22. September: Anthoine Hubert, französischer Automobilrennfahrer († 2019)
- 22. September: Michail Ussow, russisch-moldawischer Biathlet
- 23. September: Kevin Bickner, US-amerikanischer Skispringer
- 23. September: Gebriela Michajlowa, bulgarische Tennisspielerin
- 25. September: Max Christiansen, deutscher Fußballspieler
- 25. September: Ebtisam Zayed, ägyptische Radsportlerin
- 26. September: Marvin Biegert, deutscher American-Football-Spieler
- 29. September: Wissy Frank Hoye Yenda Moukoula, gabunischer Leichtathlet
- 30. September: Jan Elvedi, Schweizer Fußballspieler
- 30. September: Nico Elvedi, Schweizer Fußballspieler
- 30. September: Alexander Nübel, deutscher Fußballtorhüter
- 30. September: Isaiah Oliver, US-amerikanischer Footballspieler

### Oktober
- 02. Oktober: Larry ten Voorde, niederländischer Automobilrennfahrer
- 03. Oktober: Abdullah Fawaz, omanischer Fußballspieler
- 04. Oktober: Assia Raziki, marokkanische Leichtathletin
- 05. Oktober: Andrei Arădoaie, rumänischer Boxer
- 05. Oktober: Gorete Semedo, Sprinterin aus São Tomé und Príncipe
- 06. Oktober: Daniel Hanslik, deutscher Fußballspieler
- 07. Oktober: Hamidou Traoré, malischer Fußballspieler
- 09. Oktober: Sondre Ringen, norwegischer Skispringer
- 09. Oktober: Fodé Sissoko, malischer Sprinter
- 10. Oktober: Sami Niku, finnischer Eishockeyspieler
- 11. Oktober: Luke Willian, australischer Triathlet
- 13. Oktober: Tebello Ramakongoana, lesothischer Leichtathlet
- 15. Oktober: Valentin Houinato, beninischer Judoka
- 16. Oktober: Toprak Razgatlıoğlu, türkischer Motorradrennfahrer
- 18. Oktober: Courtney John Lock, simbabwischer Tennisspieler
- 22. Oktober: Muhd Noor Firdaus Ar Rasyid, bruneiischer Leichtathlet
- 22. Oktober: Jessica Hull, australische Leichtathletin
- 22. Oktober: Johannes Høsflot Klæbo, norwegischer Skilangläufer
- 23. Oktober: Ronaldo, brasilianischer Fußballspieler
- 24. Oktober: George Beamish, neuseeländischer Leichtathlet
- 26. Oktober: Andy Chang, macauischer Automobilrennfahrer
- 29. Oktober: Richard Neudecker, deutscher Fußballspieler
- 30. Oktober: Selina Hocke, deutsche Schwimmerin
- 30. Oktober: Sam Montembeault, kanadischer Eishockeytorwart

### November

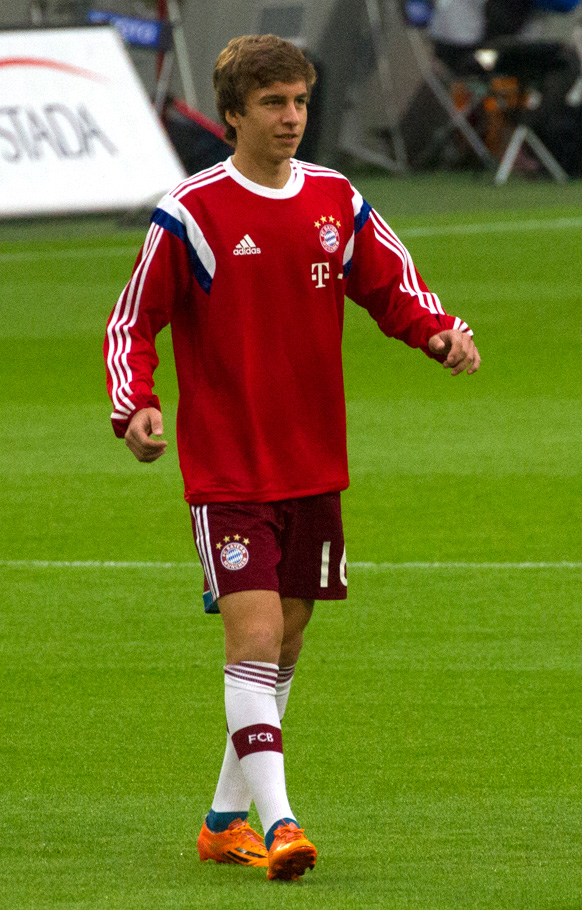
Gianluca Gaudino (2014)

- 01. November: Sean Gelael, indonesischer Automobilrennfahrer
- 02. November: Norman Quindt, deutscher Fußballtorhüter
- 06. November: Lorenzo Baldassarri, italienischer Motorradrennfahrer
- 08. November: Doaa Elghobashy, ägyptische Volleyball- und Beachvolleyballspielerin
- 08. November: Sven Köhler, deutscher Fußballspieler
- 10. November: Sina Hinteregger, österreichische Triathletin
- 10. November: Stjepan Lončar, bosnischer Fußballspieler
- 11. November: Gianluca Gaudino, deutscher Fußballspieler
- 12. November: Nyheim Hines, US-amerikanischer American-Football-Spieler
- 13. November: Nils Körber, deutscher Fußballtorhüter
- 13. November: Phillip Wilson, neuseeländischer Ruderer
- 19. November: Diego Elías, peruanischer Squashspieler
- 19. November: Yannik Oettl, deutscher Fußballspieler
- 20. November: Jacob Despard, australischer Leichtathlet
- 20. November: Usman Ghani, afghanischer Cricketspieler
- 20. November: Jack Harrison, englischer Fußballspieler
- 20. November: Emanuele Ndoj, albanischer Fußballspieler
- 20. November: Denis Zakaria, Schweizer Fußballspieler
- 21. November: Gina Lückenkemper, deutsche Leichtathletin
- 22. November: Abel Kipsang, kenianischer Leichtathlet
- 24. November: Maximilian Krauß, deutscher Fußballspieler
- 27. November: Doo Hoi Kem, Tischtennisspielerin aus Hongkong
- 29. November: Nicolas Abdat, deutscher Fußballspieler
- 29. November: Chantal Pagel, deutsche Handballtorhüterin
- 30. November: Patrick Pflücke, deutscher Fußballspieler

### Dezember
- 01. Dezember: Stella Chesang, ugandische Leichtathletin
- 01. Dezember: Nico Dannowski, deutscher Badmintonspieler
- 02. Dezember: Max Lemke, deutscher Kanute
- 03. Dezember: Tigist Assefa, äthiopische Mittel- und Langstreckenläuferin
- 04. Dezember: Diogo Jota, portugiesischer Fußballspieler († 2025)
- 05. Dezember: Georgia Griffith, australische Leichtathletin
- 06. Dezember: Davide Calabria, italienischer Fußballspieler
- 10. Dezember: Eyeru Tesfoam Gebru, äthiopische Radrennfahrerin
- 11. Dezember: Eliza McCartney, neuseeländische Leichtathletin
- 11. Dezember: Zakaria Sanogo, burkinischer Fußballspieler
- 12. Dezember: Mathéo Tuscher, Schweizer Automobilrennfahrer
- 13. Dezember: Nicolai Rapp, deutscher Fußballspieler
- 14. Dezember: Myles Amine, US-amerikanisch-san-marinesischer Ringer
- 15. Dezember: Maurice Multhaup, deutscher Fußballspieler
- 18. Dezember: Urtė Andriukaitytė, litauische Volleyball- und Beachvolleyballspielerin
- 22. Dezember: Mackenzie Little, australische Leichtathletin
- 25. Dezember: Mathlynn Sasser, Gewichtheberin von den Marshallinseln
- 27. Dezember: Niklas Kolbe, deutscher Fußballspieler
- 28. Dezember: Vidusha Lakshani, sri-lankische Leichtathletin
- 28. Dezember: Nicola Olyslagers, australische Leichtathletin
- 28. Dezember: Alexander Jewgenjewitsch Soldatenkow, russischer Fußballspieler
- 29. Dezember: Arthur Cissé, ivorischer Leichtathlet
- 30. Dezember: Moussa Koné, senegalesischer Fußballspieler
- 31. Dezember: Kyle Sweet, US-amerikanischer American-Football-Spieler

### Datum unbekannt
- Kaspar Bühler, Schweizer Unihockeyspieler

## Gestorben

### Januar
- 05. Januar: Fritz Gazzera, deutscher Fechter und Fechttrainer (* 1907)
- 07. Januar: Max Wiener, österreichischer Motorradrennfahrer (* 1947)
- 08. Januar: Teobaldo Depetrini, italienischer Fußballspieler und -trainer (* 1913)
- 14. Januar: Annie Broadbent, britische Turnerin (* 1908)
- 14. Januar: Jacques Lebrun, französischer Segler (* 1910)
- 19. Januar: Lucien Theys, belgischer Leichtathlet (* 1927)
- 22. Januar: Bill Cantrell, US-amerikanischer Speed-Boot- und Autorennfahrer (* 1908)
- 26. Januar: Wilhelm Abramczyk, deutscher Fußballspieler (* 1916)
- 26. Januar: Karol Gąsienica-Szostak, polnischer Skisportler (* 1908)
- 26. Januar: Charles Jewtraw, US-amerikanischer Eisschnellläufer (* 1900)
- 26. Januar: Dimitri Zaitz, US-amerikanischer Leichtathlet (* 1917)
- 27. Januar: Wjatscheslaw Lemeschew, sowjetischer Boxer und Olympiasieger 1972 (* 1952)

### Februar
- 01. Februar: Charles Proctor, US-amerikanischer Skisportler (* 1906)
- 06. Februar: Georges de Wilde, französischer Eisschnellläufer und Eishockeyspieler (* 1900)
- 12. Februar: Alois Kuhn, deutscher Eishockeyspieler (* 1910)
- 13. Februar: George Jefferson, US-amerikanischer Leichtathlet (* 1910)
- 14. Februar: Helge Halkjær, dänischer Ruderer (* 1916)
- 14. Februar: Bob Paisley, englischer Fußballspieler und -trainer (* 1919)
- 18. Februar: Margery Hinton, britische Schwimmerin (* 1915)
- 21. Februar: August Kammer, US-amerikanischer Eishockeyspieler (* 1912)
- 24. Februar: Charles Edward Pratt, kanadischer Ruderer (* 1911)
- 28. Februar: Vladimír Vaina, tschechoslowakischer Ruderer (* 1909)
- 29. Februar: Helmut Fischer, deutscher Schwimmer (* 1911)

### März
- 05. März: Fritz Huschke von Hanstein, deutscher Automobilrennfahrer und Vizepräsident der Automobilsportkommission (* 1911)
- 06. März: Zdeněk Škrland, tschechoslowakischer Kanute (* 1914)
- 08. März: William Graber, US-amerikanischer Leichtathlet (* 1911)
- 09. März: Edwin Hartmann, österreichischer Skisportler (* 1910)
- 13. März: Rudolf Rieger, österreichischer Skispringer (* 1916)
- 15. März: Robert E. Pearce, US-amerikanischer Ringer (* 1908)
- 18. März: Jaroslav Knotek, tschechoslowakischer Leichtathlet (* 1912)
- 18. März: Walter Schönrock, deutscher Leichtathlet (* 1913)
- 18. März: Anni Steuer, deutsche Leichtathletin (* 1913)
- 18. März: Robert van der Veen, niederländischer Hockeyspieler (* 1906)
- 20. März: Werner Loeckle, deutscher Ruderer (* 1916)
- 21. März: Walter Bietila, US-amerikanischer Skispringer und Skisprungtrainer (* 1916)
- 24. März: Jean-Claude Piumi, französischer Fußallspieler und -trainer (* 1940)
- 30. März: Bjørn Stiler, dänischer Radrennfahrer (* 1911)
- 31. März: Nino Borsari, italienischer Radrennfahrer (* 1911)
- 000März: Len Carney, englischer Fußballspieler (* 1915)

### April
- 01. April: Zoltán Zsitva, ungarischer Leichtathlet (* 1905)
- 09. April: Freddy Jensen, grönländischer Turner (* 1926)
- 09. April: Otto Licha, österreichischer Feldhandballspieler (* 1912)
- 10. April: Hans Beck, norwegischer Skispringer (* 1912)
- 10. April: Gunnar Konsmo, norwegischer Eisschnellläufer (* 1922)
- 11. April: Trygve Brodahl, norwegischer Skilangläufer (* 1905)
- 17. April: Adelaide Lambert, US-amerikanische Schwimmerin (* 1907)
- 19. April: Ken Doherty, US-amerikanischer Leichtathlet (* 1905)
- 21. April: Bertel Storskrubb, finnischer Leichtathlet (* 1917)
- 24. April: Giliante D’Este, italienischer Ruderer (* 1910)
- 24. April: Aldo Masciotta, italienischer Fechter (* 1909)
- 28. April: Piet Beets, niederländischer Radrennfahrer (* 1900)

### Mai
- 10. Mai: Margaret Bell, kanadische Leichtathletin (* 1917)
- 12. Mai: Mohamed Abdel Rahman, ägyptischer Fechter (* 1915)
- 16. Mai: Danilo Alvim, brasilianischer Fußballspieler (* 1920)
- 23. Mai: Evert Karlsson, schwedischer Skispringer (* 1920)
- 26. Mai: Ole Berntsen, dänischer Segler (* 1915)
- 26. Mai: Gerard Hallock, US-amerikanischer Eishockeyspieler (* 1905)
- 27. Mai: Aksel Bonde, dänischer Ruderer (* 1918)
- 28. Mai: George Kojac, US-amerikanischer Schwimmer (* 1910)
- 30. Mai: William Dally, US-amerikanischer Ruderer (* 1908)

### Juni
- 03. Juni: William Cox, US-amerikanischer Leichtathlet (* 1904)
- 06. Juni: Kusuo Kitamura, japanischer Schwimmer (* 1917)
- 07. Juni: John Steele, US-amerikanischer Skispringer (* 1909)
- 07. Juni: Friedrich von Stülpnagel, deutscher Leichtathlet (* 1913)
- 09. Juni: Walter Stokes, US-amerikanischer Sportschütze (* 1898)
- 14. Juni: Jónas Þórarinn Ásgeirsson, isländischer Skisportler und Fußballspieler (* 1920)
- 19. Juni: Edvin Wide, schwedischer Leichtathlet (* 1896)
- 21. Juni: Cyril Holmes, britischer Leichtathlet (* 1915)
- 23. Juni: Ray Lindwall, australischer Cricket- und Rugby-League-Spieler (* 1921)
- 25. Juni: Harry Pangman, kanadischer Skilangläufer und Sportfunktionär (* 1905)
- 26. Juni: Max Klankermeier, deutscher Motorrad- und Automobilrennfahrer (* 1909)
- 29. Juni: Richard Krebs, deutscher Leichtathlet (* 1906)
- 30. Juni: Franz Haupert, luxemburgischer Kunstturner (* 1907)
- 000Juni: Dimitrios Negrepontis, griechischer Skisportler (* 1915)

### Juli
- 13. Juli: Karen Simensen, norwegische Eiskunstläuferin, Eiskunstlauftrainerin und Eissportfunktionärin (* 1907)
- 14. Juli: Jeff Krosnoff, US-amerikanischer Automobilrennfahrer (* 1964)
- 17. Juli: Aubrey Reeve, britischer Leichtathlet (* 1911)
- 18. Juli: Mario Maiocchi, italienischer Eishockeyspieler (* 1913)
- 27. Juli: Al Rollins, kanadischer Eishockeytorhüter und -trainer (* 1926)
- 000Juli: Richard Ripley, britischer Leichtathlet (* 1901)

### August
- 07. August: Brian Oddie, britischer Leichtathlet (* 1905)
- 13. August: Guy Nosbaum, französischer Ruderer (* 1930)
- 14. August: Ernst Rufli, Schweizer Ruderer (* 1910)
- 16. August: Klaus Hose, deutscher Karambolagespieler (* 1941)
- 23. August: Øivind Holmsen, norwegischer Fußballspieler (* 1912)
- 25. August: Salvatore Mastroieni, italienischer Leichtathlet (* 1914)
- 30. August: Edgar Gray, australischer Radrennfahrer (* 1906)

### September
- 02. September: Aldo Montano, italienischer Fechter (* 1910)
- 11. September: Oita Kōichi, japanischer Fußballspieler (* 1914)
- 14. September: Doug Everett, US-amerikanischer Eishockeyspieler (* 1905)
- 16. September: Karl Dröse, deutscher Hockeyspieler (* 1996)
- 17. September: Teodoro Fernández, peruanischer Fußballspieler (* 1913)
- 18. September: Corrie Laddé, niederländische Schwimmerin (* 1915)
- 20. September: Helmut Berthold, deutscher Feldhandballspieler (* 1911)
- 21. September: Franz Pfnür, deutscher Skilangläufer (* 1908)
- 22. September: Arthur Dom, niederländisch-deutscher Motorradrennfahrer und Ingenieur (* 1903)
- 23. September: Károly Kárpáti, ungarischer Ringer und Ringertrainer (* 1906)
- 28. September: Mennato Boffa, italienischer Automobilrennfahrer (* 1929)
- 29. September: Bohuslav Karlík, tschechowslowakischer Kanute und Kanutrainer (* 1908)
- 000September: Vera Robinson, britische Schwimmerin (* 1917)

### Oktober
- 12. Oktober: René Lacoste, französischer Tennisspieler und Modeschöpfer (* 1904)
- 18. Oktober: Giovanni Testa, italienisch-schweizerischer Skilangläufer (* 1903)
- 22. Oktober: Edmund Black, US-amerikanischer Leichtathlet (* 1905)
- 23. Oktober: Franc Smolej, jugoslawischer Skilangläufer (* 1908)
- 31. Oktober: Frank Kurtz, US-amerikanischer Wasserspringer (* 1911)

### November
- 01. November: Gerhard Hilbrecht, deutscher Leichtathlet (* 1915)
- 04. November: Gottlieb Weber, Schweizer Radrennfahrer (* 1910)
- 07. November: Sverre Kolterud, norwegischer Nordischer Kombinierer (* 1908)
- 10. November: Richard Mayo, US-amerikanischer Moderner Fünfkämpfer (* 1902)
- 13. November: Alfred Guth, austroamerikanischer Schwimmer (* 1908)
- 14. November: Jacomina van den Berg, niederländische Turnerin (* 1909)
- 15. November: William Boddington, US-amerikanischer Hockeyspieler (* 1910)
- 18. November: Julius Juhn, österreichischer Eishockeyspieler (* 1921)

### Dezember
- 06. Dezember: Pete Rozelle, US-amerikanischer Sportfunktionär, Commissioner der National Football League (* 1926)
- 09. Dezember: Hans Schwarz, deutscher Schwimmer (* 1912)
- 12. Dezember: Nikola Nenow, bulgarischer Radrennfahrer (* 1907)
- 16. Dezember: Camille Barbaud, französischer Leichtathlet (* 1900)
- 16. Dezember: Sven Bergqvist, schwedischer Fußball- und Bandytorhüter sowie Eishockey- und Handballspieler (* 1914)
- 17. Dezember: Bob Maas, niederländischer Segler († 1907)
- 17. Dezember: Violet Walrond, neuseeländische Schwimmerin (* 1905)
- 19. Dezember: Ejvind Hansen, dänischer Kanute (* 1924)
- 20. Dezember: Charles Morton, US-amerikanischer Radrennfahrer (* 1916)
- 21. Dezember: Kell Areskoug, schwedischer Leichtathlet (* 1906)
- 21. Dezember: Kálmán Hazai, ungarischer Wasserballspieler (* 1913)
- 26. Dezember: Olle Tandberg, schwedischer Boxer (* 1918)
- 29. Dezember: Johan Trandem, norwegischer Leichtathlet (* 1899)
- 30. Dezember: Broome Eric Pinniger, indischer Hockeyspieler (* 1902)

### Datum unbekannt
- Paul Hänni, Schweizer Leichtathlet (* 1914)
- Veronika Kohlbach, österreichische Leichtathletin (* 1906)
- Alda Wilson, kanadische Leichtathletin (* 1910)